# Ophion dispar
Ophion dispar là một loài tò vò trong họ Ichneumonidae.